# تپانچه استاندارد ۲۵ متر
تپانچه استاندارد ۲۵ متر (انگلیسی: 25 meter standard pistol) یکی از رشته‌های فدراسیون جهانی تیراندازی است.
این رشته ورزشی در مسابقات جهانی با تپانچه کالیبر ۲۲ برگزار می‌شود، این ورزش در مسابقات جهانی فقط در بخش مردان برگزار می‌شود.

## مجموع مدال‌های مسابقات جهانی
| رتبه  | کشور                | طلا | نقره | برنز | مجموع |
| ۱     | اتحاد جماهیر شوروی  | ۱۱  | ۲    | ۲    | ۱۵    |
| ۲     | چین                 | ۵   | ۵    | ۳    | ۱۳    |
| ۳     | ایالات متحده آمریکا | ۲   | ۱    | ۶    | ۹     |
| ۴     | فنلاند              | ۲   | ۱    | ۴    | ۷     |
| ۵     | اتریش               | ۱   | ۳    | ۲    | ۶     |
| ۶     | کره جنوبی           | ۳   | ۱    | ۱    | ۵     |
| ۷     | روسیه               | ۲   | ۲    | ۱    | ۵     |
| ۸     | ایتالیا             | ۰   | ۳    | ۱    | ۴     |
| ۹     | سوئیس               | ۰   | ۱    | ۳    | ۴     |
| ۱۰    | چکسلواکی            | ۰   | ۲    | ۱    | ۳     |
| ۱۱    | آلمان               | ۰   | ۲    | ۱    | ۳     |
| ۱۲    | فرانسه              | ۰   | ۱    | ۲    | ۳     |
| ۱۴    | دانمارک             | ۱   | ۱    | ۰    | ۲     |
| ۱۴    | هند                 | ۱   | ۰    | ۱    | ۲     |
| ۱۵    | ترکیه               | ۱   | ۰    | ۱    | ۲     |
| ۱۶    | اوکراین             | ۱   | ۰    | ۱    | ۲     |
| ۱۷    | نروژ                | ۰   | ۲    | ۰    | ۲     |
| ۱۸    | سوئد                | ۱   | ۰    | ۰    | ۱     |
| ۱۹    | ونزوئلا             | ۱   | ۰    | ۰    | ۱     |
| ۲۰    | آرژانتین            | ۰   | ۱    | ۰    | ۱     |
| ۲۱    | اسرائیل             | ۰   | ۱    | ۰    | ۱     |
| ۲۲    | قزاقستان            | ۰   | ۱    | ۰    | ۱     |
| ۲۳    | کره شمالی           | ۰   | ۱    | ۰    | ۱     |
| ۲۴    | پرتغال              | ۰   | ۱    | ۰    | ۱     |
| ۲۵    | برزیل               | ۰   | ۰    | ۱    | ۱     |
| ۲۶    | تایلند              | ۰   | ۰    | ۱    | ۱     |
| مجموع | مجموع               | ۳۲  | ۳۲   | ۳۲   | ۹۶    |